# Vale do Braço do Norte
O vale do Braço do Norte é uma região natural de Santa Catarina (Brasil), formado pelo rio Braço do Norte. Os municípios que compõem o território são, desde sua nascente até desaguar no rio Tubarão: Anitápolis, Santa Rosa de Lima, Rio Fortuna, Grão-Pará, Braço do Norte e São Ludgero.